# Mona Bates
Mona Hazelwood Bates (* 31. Oktober 1889 in Burlington/Ontario; † 29. März 1971 in Toronto) war eine kanadische Pianistin und Musikpädagogin.

## Leben
Bates studierte in Hamilton bei J. E. P. Aldous und in Toronto zunächst bei Edward Fisher und  A. S. Vogt, ab 1913 bei Viggo Kihl. Ab 1912 unterrichtete sie am Royal Conservatory of Music (TCM) in Toronto. Als Pianistin debütierte sie 1914 in der Massey Hall mit Franz Liszts Ungarischen Rhapsodien. 1916 lernte sie Ernest Hutcheson in Chautauqua kennen und war bis 1920 dessen Schülerin und Assistentin an der Juilliard School. Später setzte sie ihre Ausbildung bei Sigismond Stojowski fort. Ihre New Yorker Debüts hatte sie 1919 im Lewisohn Stadium und der Aeolian Hall mit Werken von Liszt und Beethoven (Waldsteinsonate). 1921 trat sie mit dem New York Symphony Orchestra unter Frank Damrosch in der Massey Hall in Toronto auf. 
Ihr Debüt in Europa folgte 1922 in der Londoner Aeolian Hall; es schloss sich eine Konzerttournee durch Europa mit Auftritten in Prag, Wien, Budapest und Paris an, wobei sie in Paris bei Isidore Philipp und in Budapest bei Zoltán Kodály nahm. Für Victor Records spielte sie mehrere Duo Art Klavierrollen ein. 1925 beendete sie ihre Laufbahn als Pianistin und gründete in Toronto ein Klavierstudio, in dem wo neben anderen Muriel Albert, Elsie Bennett, Madeline Bone, Margaret Miller Brown, Etta Coles, George Crum, Erica Goodman, Marian Grudeff, Gordon Hallett, John Knight, Warren Mould, Patricia Parr, Clifford Poole und Naomi Yanova Adaskin bei ihr Unterricht nahmen. 1931 gründete sie, besetzt mit ihren besten Schülern, ein Ensemble aus zehn Pianisten, das für wohltätige Zwecke und während des Zweiten Weltkrieges als Teil der Musical Manifesto Group zur Unterstützung der kanadischen Truppen auftrat. 1967 war seine eine von sechs Empfängerinnen der Centennial Citation der Canadian Federation of Music Teachers' Associations (CFMTA). Einige ihrer Schüler stifteten 1976 in ihrem Namen ein Stipendium für das Royal Conservatory, dessen erste Empfänger 1978 Erica Goodman und Lawrence Pitchko waren.

## Quelle
- The Canadian Encyclopedia - Bates, Mona

| Personendaten    | Personendaten                           |
| ---------------- | --------------------------------------- |
| NAME             | Bates, Mona                             |
| ALTERNATIVNAMEN  | Bates, Mona Hazelwood                   |
| KURZBESCHREIBUNG | kanadische Pianistin und Musikpädagogin |
| GEBURTSDATUM     | 31. Oktober 1889                        |
| GEBURTSORT       | Burlington (Ontario)                    |
| STERBEDATUM      | 29. März 1971                           |
| STERBEORT        | Toronto                                 |